# شارلوته أولمبيا
شارلوته أولمبيا (بالإنجليزية: Charlotte Olympia)‏ هي مصممة أزياء بريطانية، ولدت في 5 يونيو 1981.

## وصلات خارجية
- الموقع الرسمي